# Península Cumberland

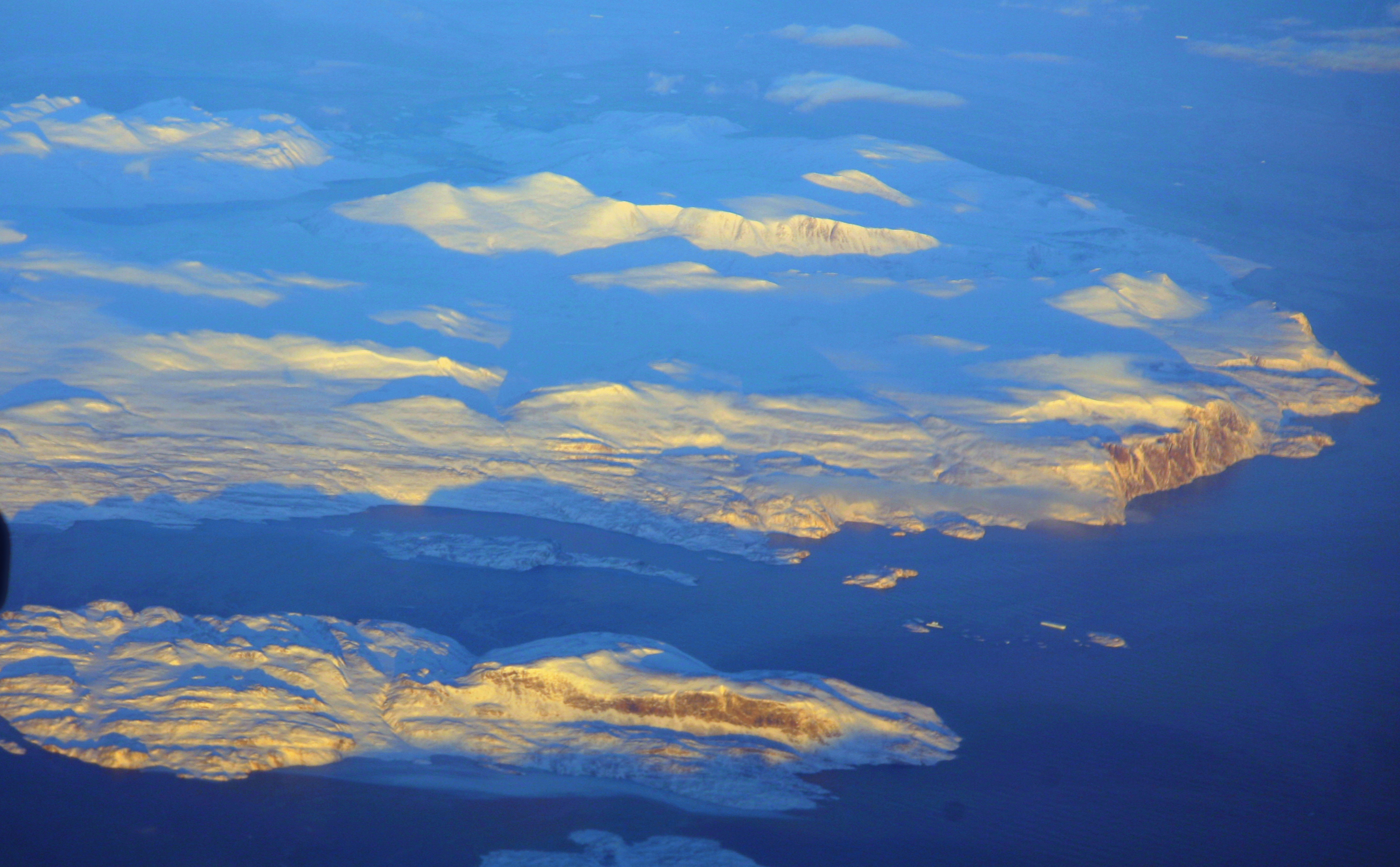
Imatge aèria de la península.

La Península Cumberland és una península de la part sud-est de l'Illa Baffin, a Nunavut, Canadà. Es troba entre les latituds 64° 56′ i 67° 57′ Nord i les longituds 61° 56′ a 68° oest. El cercle polar àrtic travessa aquesta península amb el Mar de Labrador al sud-oest i l'Estret de Davis a l'est, el qual es troba entre aquesta península i Groenlàndia. La dadia Cumberland es troba al sud-oest, separant la península Cumberland de la Península Hall, la qual també forma part de l'illa de Baffin.
A la península de Cumberland es troba el bioma de la tundra. El territori és muntanyenc i s'hi troba el mont Odin que pertany a les Muntanyes Baffin.